# Chorzów Stary
Chorzów Stary (deutsch Chorzow) ist ein Stadtteil von Chorzów (Königshütte) in der Woiwodschaft Schlesien, Polen.

## Geschichte

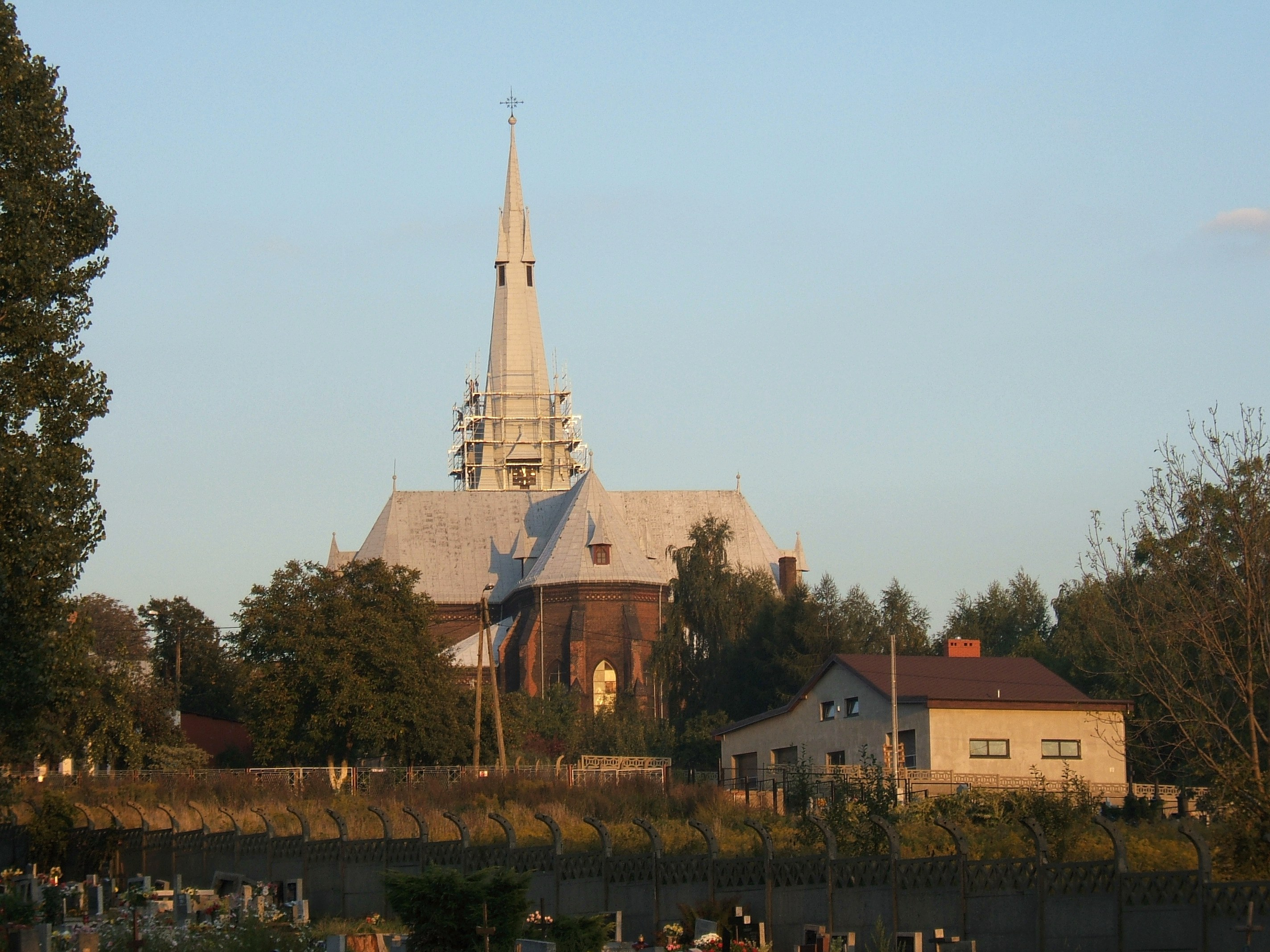
Kirche

Chorzow wurde erstmals 1257 urkundlich erwähnt. 1892 wurde die Maria-Magdalena-Kirche fertiggestellt.
Bei der Volksabstimmung am 20. März 1921 stimmten 3242 Wahlberechtigte für einen Verbleib bei Deutschland und 2980 für Polen.
1922 kam Chorzów zu Polen. Am 16. Mai 1934 wurde Chorzów in die Stadt Królewska Huta (polnische Übersetzung von „Königshütte“) eingegliedert, die wiederum den slawischen Namen Chorzów übernahm.

## Sehenswürdigkeiten
- Die Katholische Pfarrkirche St. Maria Magdalena (Kościół par. Św. Marii Magdaleny) ist ein Backsteinbau und mit neugotischen und neuromanischen Formen. Er wurde 1889–1892 errichtet nach Plänen von Joseph Ebers. Die neugotische Ausstattung stammt aus dem 19. und 20. Jahrhundert, neben der Kirche steht das neugotische Pfarrhaus. Die Kirche befindet sich in der ul. Bożogrobców 31.[2]

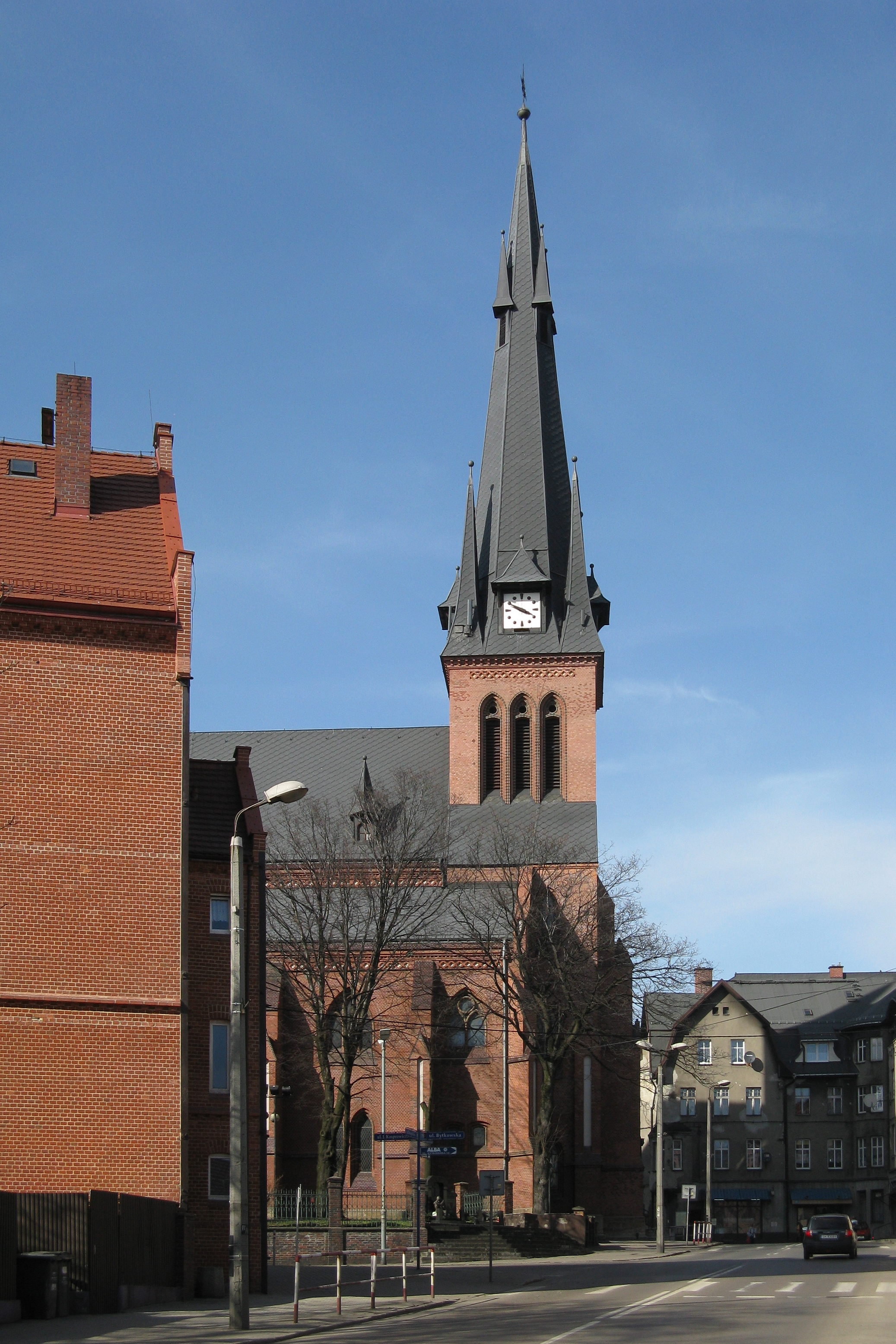
St. Maria Magdalena
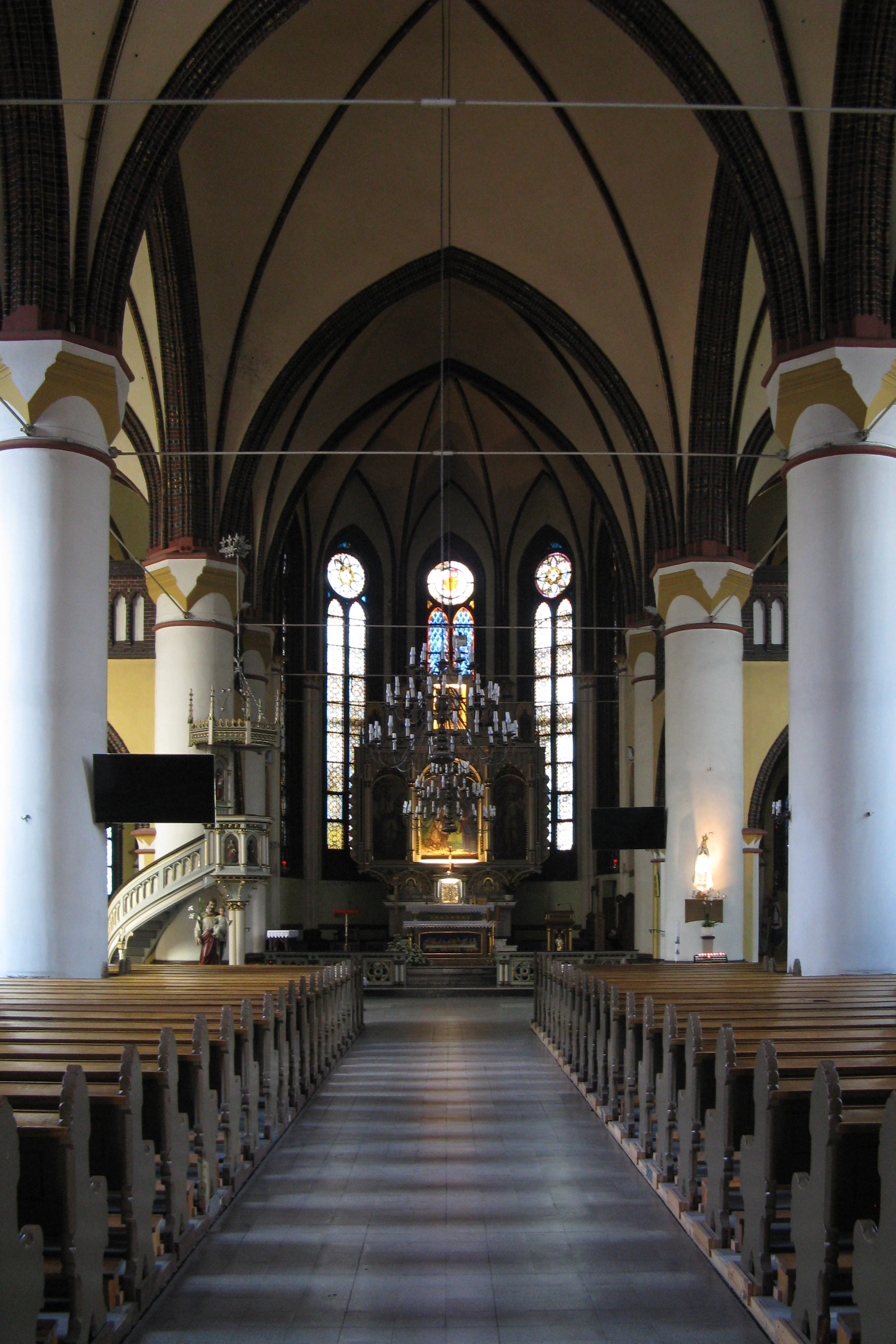
Das Innere der Kirche
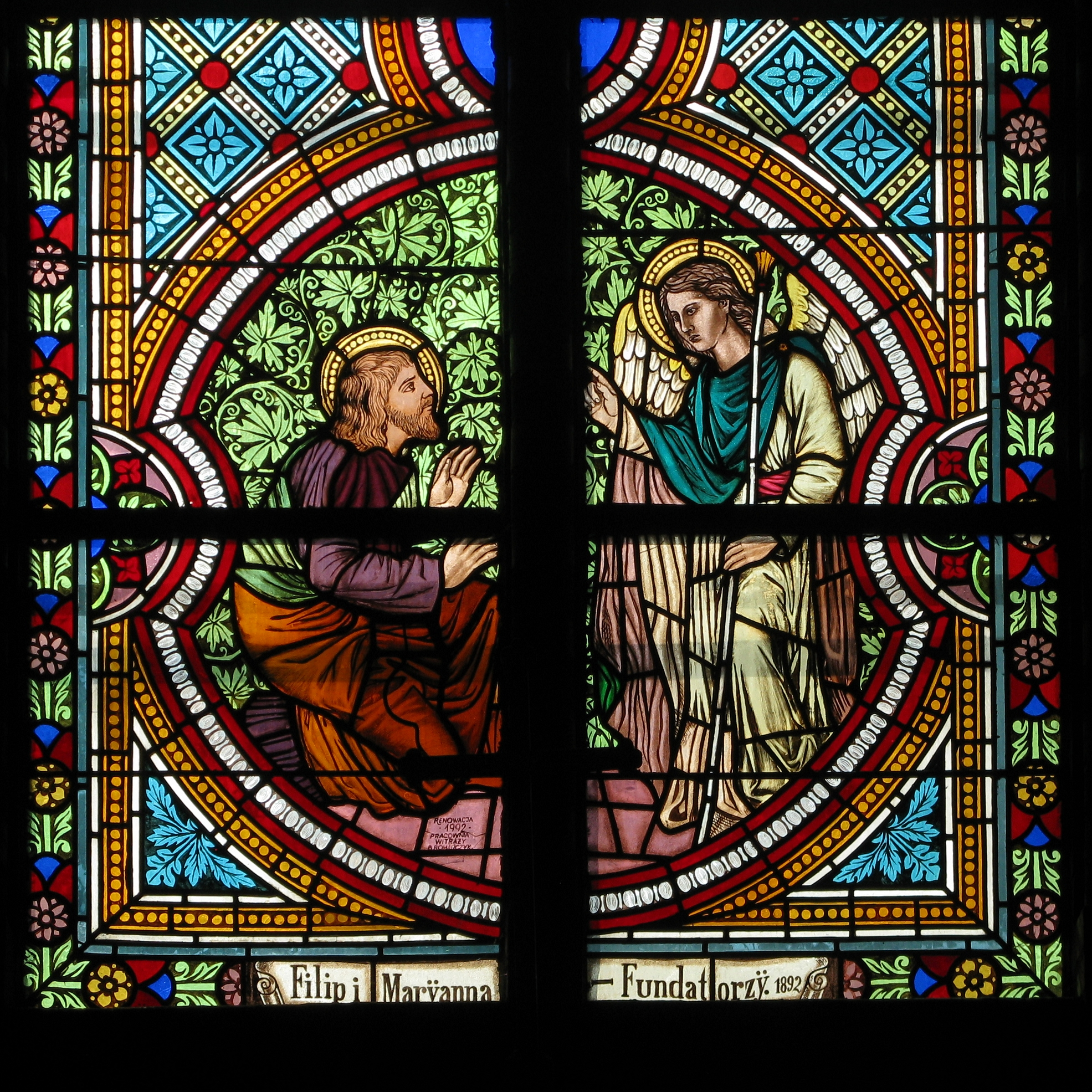
Kirchenfenster mit Jahreszahl 1892

- Der Förderturm des Schachts Elżbieta (früher Schacht Heinrich) wurde 1911–12 am Förderschacht zum Bauholztransort erbaut. 1966 wurde er umgebaut, 1987 stillgelegt. Neben dem Förderturm stehen rechteckige Pavillons. Die Gebäude befinden sich in der ul. Siemianowicka.[3]

## Söhne und Töchter des Ortes
- Kazimierz Smoleń (1920–2012), Häftling im KZ Auschwitz und späterer Leiter der KZ-Gedenkstätte Auschwitz